# Samtgemeinde Bodenwerder-Polle
Die Samtgemeinde Bodenwerder-Polle ist eine Samtgemeinde im Landkreis Holzminden in Niedersachsen. Die Samtgemeinde entstand am 1. Januar 2010 durch die Fusion der Samtgemeinden Bodenwerder und Polle. Verwaltungssitz der Samtgemeinde ist die Münchhausenstadt Bodenwerder, im Flecken Polle besteht eine Außenstelle mit Bürgerbüro.

## Geographie

### Geographische Lage
Die Samtgemeinde liegt im Weserbergland und wird von der Weser durchflossen. Rund um Ottenstein befindet sich die Ottensteiner Hochfläche. Außerdem hat die Samtgemeinde Anteil am Vogler und somit am Naturpark Solling-Vogler. Nahe Bodenwerder mündet die Lenne in die Weser.

### Mitgliedsgemeinden
- Münchhausenstadt Bodenwerder mit den Ortsteilen Kemnade, Linse, Rühle und Buchhagen
- Brevörde mit dem Ortsteil Grave
- Halle mit den Ortsteilen Bremke, Dohnsen, Kreipke, Hunzen, Tuchtfeld und Wegensen
- Hehlen mit den Ortsteilen Brökeln, Daspe und Hohe
- Heinsen
- Heyen
- Kirchbrak mit den Ortsteilen Breitenkamp, Heinrichshagen und Westerbrak
- Flecken Ottenstein mit den Ortsteilen Glesse und Lichtenhagen
- Pegestorf
- Flecken Polle
- Die Vahlbruch mit dem Ortsteil Meiborssen

## Geschichte
Die Samtgemeinderäte der Samtgemeinden Bodenwerder und Polle vereinbarten am 23. März 2009 in Bodenwerder-Buchhagen die Fusion zum 1. Januar 2010.

## Politik

### Samtgemeinderat
Der Samtgemeinderat der Samtgemeinde Bodenwerder-Polle besteht aus 30 Ratsfrauen und Ratsherren. Dies ist die festgelegte Anzahl für eine Samtgemeinde mit einer Einwohnerzahl zwischen 12.001 und 15.000 Einwohnern. Die Ratsmitglieder werden durch eine Kommunalwahl für jeweils fünf Jahre gewählt. Die aktuelle Amtszeit begann am 1. November 2021 und endet am 31. Oktober 2026.
Stimm- und sitzberechtigt ist außerdem der hauptamtliche Samtgemeindebürgermeister.
Aus dem Ergebnis der Kommunalwahl 2021 ergab sich folgende Sitzverteilung:
| Samtgemeinderat 2021Insgesamt 30 Sitze - SPD: 13 - Grüne: 3 - FDP: 2 - UWG: 1 - CDU: 11 |

### Samtgemeindebürgermeister

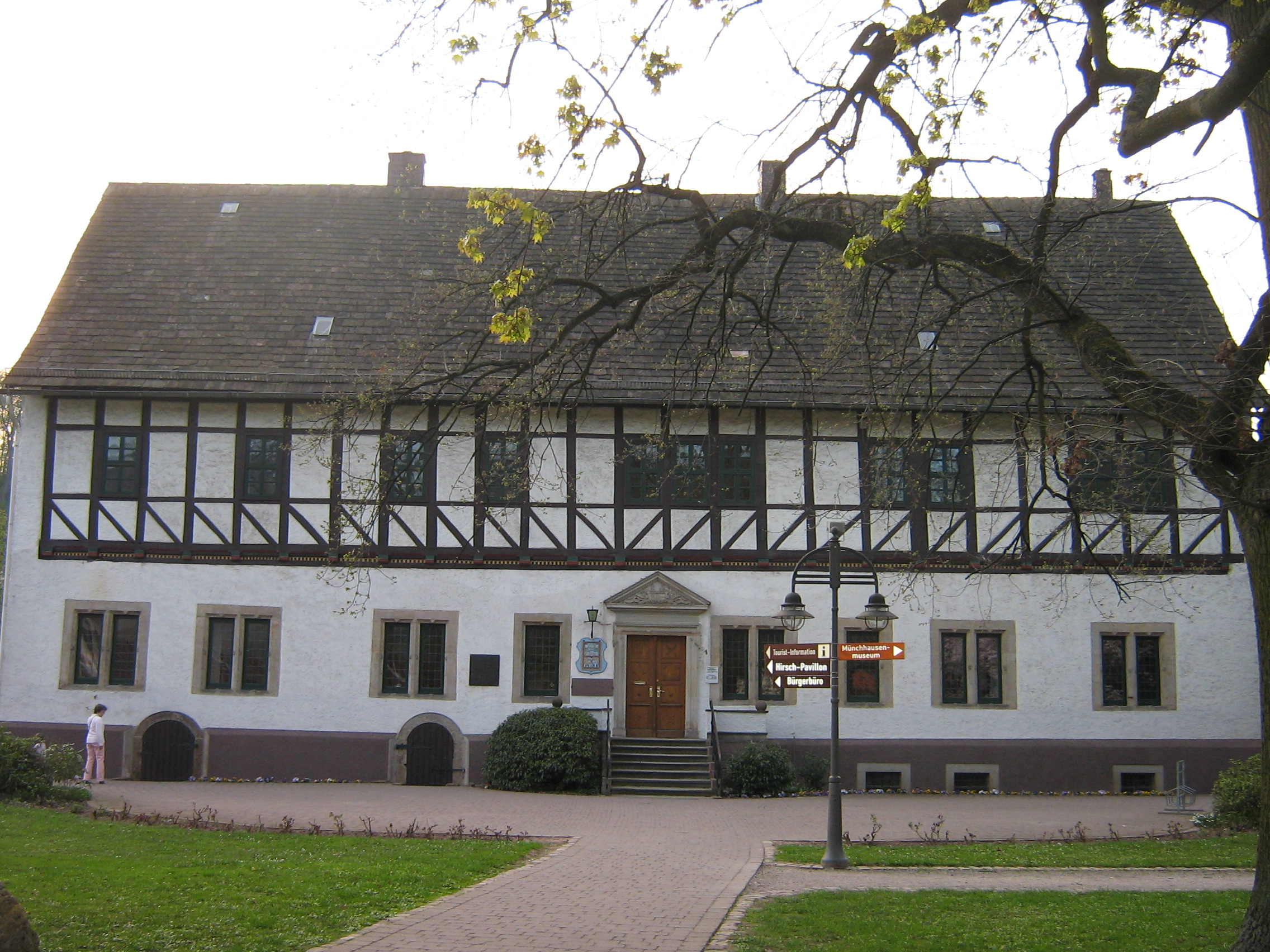
Sitz der Samtgemeindeverwaltung im Rathaus von Bodenwerder und zugleich Geburtshaus des Baron von Münchhausen

Hauptamtlicher Samtgemeindebürgermeister ist Sebastian Rode (SPD). Er setzte sich in der Stichwahl am 26. September 2021 mit 55,89 % der Stimmen gegen seine Vorgängerin im Amt, Tanya Warnecke (CDU), durch.
Bisherige Amtsinhaber:
- 2016–2021: Tanya Warnecke (CDU)
- 2010–2016: Joachim Lienig (SPD)

### Gemeinderäte
Die elf Mitgliedsgemeinden der Samtgemeinde werden jeweils durch einen Gemeinderat vertreten. Aus dem Ergebnis der Kommunalwahl 2021 ergab sich folgende Sitzverteilung:
| Gemeinden   | SPD | CDU | Grüne | FDP | 0WG | parteilos | 0∑  |  | Namen der Wählergruppen                  |
| ----------- | --- | --- | ----- | --- | --- | --------- | --- |  | ---------------------------------------- |
| Brevörde    | -   | -   | -     | -   | 9   | -         | 9   |  | Freie Wgem. Brevörde/Grave               |
| Bodenwerder | 8   | 7   | -     | 1   | 1   | -         | 17  |  | Unabh. Wgem. Lk. Holzminden, Bodenwerder |
| Halle       | 3   | -   | -     | 1   | 7   | -         | 11  |  | Wgem. Ithbörde                           |
| Hehlen      | 7   | -   | -     | -   | 4   | -         | 11  |  | Wgem. Hehlen                             |
| Heinsen     | -   | -   | -     | -   | 9   | -         | 9   |  | Wgem. Heinsen                            |
| Heyen       | -   | -   | -     | -   | 7   | -         | 7   |  | Wgem. Heyen                              |
| Kirchbrak   | 4   | -   | -     | -   | 5   | -         | 9   |  | Unabh. Wgem. Kirchbrak                   |
| Ottenstein  | 2   | 7   | -     | -   | -   | 2*        | 11  |  | -                                        |
| Pegestorf   | -   | -   | -     | -   | 7   | -         | 7   |  | Wgem. Pegestorf                          |
| Polle       | 3   | -   | 2     | -   | 6   | -         | 11  |  | Poller Wgem. (4), Plan P (2)             |
| Vahlbruch   | -   | -   | -     | -   | 7   | -         | 7   |  | Wgem. Vahlbruch                          |
| ∑           | 27  | 14  | 2     | 2   | 62  | 2         | 109 |  |                                          |

*Einzelkandidat Heiko Dehn

### Wappen
| Wappen von Samtgemeinde Bodenwerder-Polle | Blasonierung: „Schräglinks geteilt durch einen silbernen Wellenbalken, oben in Blau ein goldgekrönter, rot bezungter und goldbewehrter silberner Löwe, unten in Rot ein goldener Löwe.“ |
| Wappen von Samtgemeinde Bodenwerder-Polle | |

### Flagge
Die Flagge der Samtgemeinde Bodenwerder-Polle hat die Farben „blau-rot“.

## Wirtschaft und Infrastruktur
Die Wasserversorgung und Abwasserbeseitigung hat die Samtgemeinde weiterhin dem Wasserverband Ithbörde/Weserbergland mit Sitz in Dielmissen übertragen.

### Bildung
Schulen und Schülerzahlen im heutigen Samtgemeindegebiet nach dem Stand von Oktober 2018:
- Oberschule Bodenwerder: 251
- Grundschule Bodenwerder: 184
- Grundschule Halle: 75
- Grundschule Hehlen: 71
- Grundschule Kirchbrak: 36
- Grundschule Polle: 62
- Grundschule Ottenstein: 51

### Verkehr
Die Bundesstraße 83 verläuft durch das Wesertal. Außerdem endet die Bundesstraße 240 zwischen Hehlen und Bodenwerder. Weiterhin ist die Deutsche Märchenstraße von touristischer Bedeutung.

## Beteiligungen
- 0,025 % Volksbank Einbeck
- 0,020 % Volksbank Weserbergland
- 0,002 % Volksbank Hameln-Stadthagen

## Mitgliedschaften
- Wasserverband Ithbörde/Weserbergland (WVIW), Dielmissen
- Weserbergland-Tourismus e. V., Hameln
- Mitglied des Vereins Deutsche Märchenstraße e. V., Kassel
- Solling-Vogler-Region im Weserbergland e. V., Neuhaus i. Solling